# Gioachino Greco
Gioachino Greco (1600-1634), conocido como el Calabrés, fue un jugador de ajedrez italiano que escribió varias obras sobre el juego, en las que registró las primeras partidas completas.

## Partidas
Entre sus partidas/construcciones está el primer mate de la coz:
NN vs Greco 1620
1.e4 e5 2.Cf3 Cc6 3.Ac4 Ac5 4.O-O Cf6 5.Te1 O-O 6.c3 De7 7.d4 exd4 8.e5 Cg4 9.cxd4 Cxd4 10.Cxd4 Dh4 11.Cf3 Dxf2+ 12.Rh1 Dg1+ 13.Txg1 Cf2# 0-1
y este impresionante sacrificio de la dama:
Greco vs NN 1619
1.e4 b6 2.d4 Ab7 3.Ad3 f5 4.exf5 Axg2 5.Dh5+ g6 6.fxg6 Cf6 7.gxh7+ 7.Cxh5 8.Ag6# 1-0

## Composiciones
|    |       |    |    |    |       |       |       |    |  |
|    | a8 rd | b8 | c8 | d8 | e8    | f8    | g8    | h8 |  |
| a7 | b7    | c7 | d7 | e7 | f7    | g7    | h7    |    |  |
| a6 | b6    | c6 | d6 | e6 | f6    | g6    | h6    |    |  |
| a5 | b5    | c5 | d5 | e5 | f5 bd | g5 kd | h5    |    |  |
| a4 | b4    | c4 | d4 | e4 | f4    | g4    | h4    |    |  |
| a3 | b3    | c3 | d3 | e3 | f3 bl | g3    | h3    |    |  |
| a2 | b2    | c2 | d2 | e2 | f2 rl | g2 pl | h2 pl |    |  |
| a1 | b1    | c1 | d1 | e1 | f1    | g1 kl | h1    |    |  |
|    |       |    |    |    |       |       |       |    |  |

Esta composición de 1623 utiliza el tema del final de peón de torre. Las negras empatan:
1...Ta1+
2. Tf1 Txf1+
3. Rxf1 Ah3!
Las negras sacrifican su alfil por el peón de la columna g para eliminarlo o situarlo en la columna h, donde no puede coronar aun ayudado por el alfil.